# Charbonnat
Charbonnat és un municipi francès, situat al departament de Saona i Loira i a la regió de Borgonya - Franc Comtat. L'any 2007 tenia 238 habitants.

## Demografia

### Població
El 2007 la població de fet de Charbonnat era de 238 persones. Hi havia 108 famílies, de les quals 44 eren unipersonals (40 homes vivint sols i 4 dones vivint soles), 40 parelles sense fills, 20 parelles amb fills i 4 famílies monoparentals amb fills.
La població ha evolucionat segons el següent gràfic:
Habitants censats

### Habitatges
El 2007 hi havia 198 habitatges, 117 eren l'habitatge principal de la família, 51 eren segones residències i 30 estaven desocupats. 188 eren cases i 10 eren apartaments. Dels 117 habitatges principals, 83 estaven ocupats pels seus propietaris, 31 estaven llogats i ocupats pels llogaters i 3 estaven cedits a títol gratuït; 2 tenien una cambra, 6 en tenien dues, 28 en tenien tres, 35 en tenien quatre i 46 en tenien cinc o més. 102 habitatges disposaven pel capbaix d'una plaça de pàrquing. A 70 habitatges hi havia un automòbil i a 38 n'hi havia dos o més.

### Piràmide de població
La piràmide de població per edats i sexe el 2009 era:
| Homes | Edats   | Dones |
| ----- | ------- | ----- |
| 0     | 95 o +  | 0     |
| 0     | 90 a 94 | 4     |
| 0     | 85 a 89 | 4     |
| 8     | 80 a 84 | 0     |
| 8     | 75 a 79 | 12    |
| 4     | 70 a 74 | 12    |
| 8     | 65 a 69 | 4     |
| 20    | 60 a 64 | 0     |
| 4     | 55 a 59 | 4     |
| 0     | 50 a 54 | 8     |
| 20    | 45 a 49 | 12    |
| 8     | 40 a 44 | 4     |
| 8     | 35 a 39 | 16    |
| 4     | 30 a 34 | 4     |
| 12    | 25 a 29 | 4     |
| 0     | 20 a 24 | 4     |
| 16    | 15 a 19 | 4     |
| 20    | 10 a 14 | 4     |
| 12    | 5 a 9   | 12    |
| 4     | 0 a 4   | 4     |

## Economia
El 2007 la població en edat de treballar era de 142 persones, 87 eren actives i 55 eren inactives. De les 87 persones actives 75 estaven ocupades (48 homes i 27 dones) i 12 estaven aturades (8 homes i 4 dones). De les 55 persones inactives 28 estaven jubilades, 5 estaven estudiant i 22 estaven classificades com a «altres inactius».

### Ingressos
El 2009 a Charbonnat hi havia 116 unitats fiscals que integraven 236 persones, la mediana anual d'ingressos fiscals per persona era de 12.192 €.

### Activitats econòmiques
Dels 9 establiments que hi havia el 2007, 1 era d'una empresa alimentària, 3 d'empreses de construcció, 3 d'empreses de comerç i reparació d'automòbils, 1 d'una empresa d'hostatgeria i restauració i 1 d'una empresa de serveis.
Dels 2 establiments de servei als particulars que hi havia el 2009, 1 era un paleta i 1 empresa de construcció.
L'únic establiment comercial que hi havia el 2009 era una botiga de menys de 120 m².
L'any 2000 a Charbonnat hi havia 23 explotacions agrícoles que ocupaven un total de 2.000 hectàrees.

## Equipaments sanitaris i escolars
El 2009 hi havia una escola elemental.

## Poblacions més properes
El següent diagrama mostra les poblacions més properes.